# Syrianarpia faunieralis
Syrianarpia faunieralis là một loài bướm đêm trong họ Crambidae.